# Утаки
Утаки (яп. 御嶽 отакэ, буквально «священная гора») — священные места в рюкюской религии, где происходит поклонение предкам и богам. Могут представлять собой рощи, леса, столбы, горные вершины. Некоторые утаки совмещены с синтоистскими дзиндзя. Два утаки включены в объект Всемирного наследия ЮНЕСКО.

## История
Предположительно утаки являются частью культуры поклонения лесам, распространённой по всей Японии. Многие из них расположены в местах, имеющих культурное или историческое значение для королевства Рюкю. В некоторых местах основатели утаки после смерти становятся ками.
Многие утаки были превращены в синтоистские свялитища; в 1930-х годах крупный исследователь северной Окинавы Синдзи Мияги (яп. 宮城真治 мияги синдзи) и фольклорист Синобу Оригути разработали процедуры «правильного» превращения, основываясь на общих чертах в убранстве дзиндзя и утаки. Несмотря на активное поощрение строительства дзиндзя вместо утаки в то время, местные жители зачастую игнорировали новые постройки, продолжая справлять обряды в утаки. Исследователь японских замков Масао Тоба (яп. 鳥羽正雄, 1899—1979) в отчёте правительству заключил, что утаки следует сохранять.
Семь главных утаки (в порядке постройки):
- Асимуи (安須杜, Кунигами);
- Кубо: (クボー, Накидзин);
- Тинэнмуи (知念森, Тинэн[яп.]);
- Сэфа-утаки (斎場御嶽, Нандзё) и Сосацу но Урахара (яп. 薮薩の浦原 со:сацу но урахара);
- Амацудзи (アマツジ, Тамагусуку);
- Фубу:муи на острове Кудака[яп.];
- Мадамуи-утаки (真玉森御嶽) и Суимуи (首里杜) в Сюри.

## Убранство и традиции
Центральная часть утаки, где проходят церемонии (алтарь), называется «ибэ» или «иби». Перед ней находится место, посыпанное белым песком, куда ставят благовония; по-японски оно называется ибэ но маэ (яп. イベの前), а по-окинавски — «иби ну мэ:» (イビヌメー). Во многих утаки имеется также низкая крыша на столбах, называющаяся «асиагэ» (アシアゲ), в дзиндзя ей соответствует кагура-дэн (яп. 神楽殿).
Главное святилище Рюкю (а теперь и Окинавы) — Сэфа-утаки, оно остаётся основным направлением паломничества. Туда до сих пор запрещено заходить мужчинам. Во времена монархии король проходил обряд «превращения в женщину» для того, чтобы посетить это и другие священные места.
Во многих утаки обитают боги-змеи, из-за чего в утаки запрещено произносить слово «змея» (окин. пау). Воплощением бога обычно является дерево хоки. Жрицы окинавской религии на островах Мияко при проведении церемоний в утаки носят особое короткое белое кимоно «кампани» (神羽).

## Связь с могилами
В отличие от синтоистской религии, где могилы считаются «нечистыми», утаки и места погребения зачастую связаны. Иногда в утаки превращают древние могилы (известно о таких случаях на островах Мияко), в селе Тарама захоронения находятся вблизи утаки, в связи с чем имеется гипотеза о том, что все утаки изначально возникли на захоронениях. Кроме того, некоторые исследователи связывают утаки с гусуку, предполагая, что гусуку находятся на месте хранения очищенных костей предков.